# Согьял Ринпоче
Согьял Ринпоче (тиб. བསོད་རྒྱལ་, Вайли bsod-rgyal Rin-po-che; 1947, Кам — 28 августа 2019, Бангкок) — тибетский буддийский лама традиции ньингма, мастер дзогчен. Более трёх десятилетий вёл обучение, путешествуя по Европе, США, Австралии и Азии. Являлся основателем и духовным руководителем Ригпа — международной сети из более чем 100 буддистских центров и общин в 23 странах мира — и автором бестселлера «Книга жизни и практики умирания», изданного более чем на 30 языках. Выступал на крупных конференциях по широкому спектру общественных тем — таких, как медицина и оздоровление, образовательные программы, межрелигиозный диалог, движение за мир и ненасилие, бизнес и лидерство, а также уход за умирающими и хосписная помощь. В 2017 году ушёл с поста главы своей организации в связи с обвинениями в сексуальном, физическом и эмоциональном насилии (впоследствии подтверждёнными).

## Биография

### Ранние годы
Согьял Ринпоче родился в 1947 году в регионе Кам (Восточный Тибет). Представитель движения Риме Джамьянг Кхьенце Чокьи Лодро признал его инкарнацией тертона Согьяла Лераб Лингпы, учителя Далай-ламы XIII, и вырастил его, воспитав как собственного сына. Когда ситуация в Каме ухудшилась, Джамьянг Кхьенце вместе со своим учеником уехал в Лхасу (Центральный Тибет). Там они в 1955 году впервые встретились с Тэнцзином Гьямцхо, XIV Далай-ламой. Затем они продолжили паломничество и прибыли в Индию, где обосновались в Гангтоке по приглашению чогьяла, короля Сиккима. Согьял Ринпоче учился в католической школе в Калимпонге, а затем в университете в Дели до отбытия на Запад.

### 1970-е годы
В 1971 году он начал исследования в области сравнительного религиоведения в Тринити-колледже в качестве приглашённого учёного. Дальнейшие исследования проводились им совместно со многими представителями всех школ тибетского буддизма. Особенно тесное сотрудничество осуществлялось с такими мастерами, как Дуджом Ринпоче, Дилго Кхьенце Ринпоче и Ньошул Кхенпо Ринпоче. Одним из его учителей был Трулшик Ринпоче (род. 1923).
В 1973 году он принял участие в организации первого визита Далай-ламы на Запад, в Рим (включая встречу с Папой Павлом VI), Швейцарию и Великобританию. В 1974 году он начал учительскую деятельность в Лондоне, создав свой первый Дхарма-центр под названием Оргьен Чолинг на северо-западе Лондона.
Вскоре Согьял Ринпоче начал учительскую деятельность в Париже и часто оказывал услуги переводчика для Дуджома Ринпоче, сопровождая его в поездке в Соединённые Штаты Америки в 1976 году. Летом 1977 года лондонский Дхарма-центр, известный под названием Дзогчен Оргьен Чолинг, переехал на Принцесс-роуд в Килберне. Там обучали многие знаменитые мастера: Дуджом Ринпоче, Сакья Тридзин, Гьялва Кармапа, Тулку Урген Ринпоче и другие.
В 1979 году Согьял Ринпоче назвал свою организацию Ригпа, использовав термин, который в дзогчен обозначает сокровенную сущностную природу ума.

### 1980-е годы

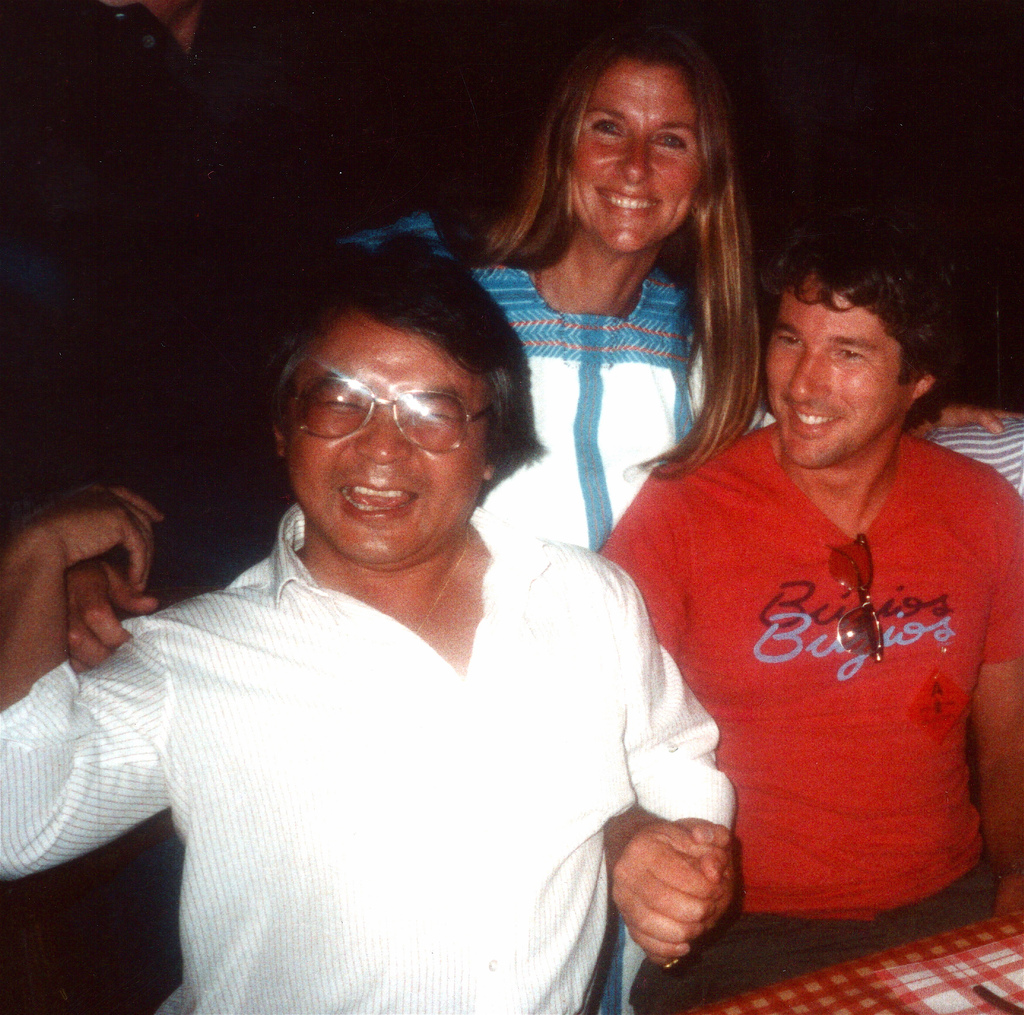
Слева направо: Согьял Ринпоче, Джоан Халифакс и Ричард Гир (Швейцария, 1985)

К началу 1980-х Согьял Ринпоче распространял буддийское учение в США, Голландии, Ирландии, Франции и Великобритании. Он постепенно открывал буддийские центры во многих крупнейших городах мира. Во всех странах отделения Ригпа создавались как некоммерческие организации.
По просьбе Согьяла Ринпоче и общины фонда Ригпа в 1982 году Далай-лама дал пагоде де Винсен в Париже посвящение Падмасамбхавы и его Восьми Проявлений из цикла учений глубинного чистого видения, открытых Далай-ламой V.
В 1983 году Согьял Ринпоче принял участие в конференции «Новые измерения смерти и умирания» в Калифорнии. Результатом этого стало сотрудничество с доктором Элизабет Кюблер-Росс и профессором Кеннетом Рингом в сфере хосписной помощи и околосмертных исследований. Оно побудило Согьяла Ринпоче к углублению анализа относительно той роли, которую тибетские учения и помощь умирающим могут сыграть в изменении современного отношения к смерти.
В 1987 году Согьял Ринпоче принял приглашение стать духовным руководителем центра в графстве Корк на западе Ирландии, позднее ставшего известным под названием Dzogchen Beara и предназначенного для продолжительных ретритов. Первый закрытый годичный ретрит в соответствии с тибетской традицией в этом центре начался в 1994 году.
В 1989 году Согьял Ринпоче согласился оказать помощь в организации визита Далай-ламы в Сан-Хосе (Калифорния). На встречу с Далай-ламой прибыло пять с половиной тысяч людей со всех концов Соединённых Штатов и из разных стран, что позволило считать эту встречу крупнейшим на тот момент собранием учителей и последователей Буддадхармы в Америке и, возможно, на всём Западе. В ознаменование этого события Согьял Ринпоче написал книгу «Дзогчен и Падмасамбхава».

### 1990-е годы
Согьял Ринпоче ежегодно возвращался в Индию и Непал, чтобы получить наставления и советы от своих учителей. Со временем он начал обучение тибетской общины в изгнании (главным образом, молодёжи) в Сиккиме и в других штатах Индии. В 1990 году в Дели был учреждён фонд Ригпа, а в 1995 году открылся Rigpa House, координирующий деятельность фонда в Индии и Непале.
В августе 1990 года Согьял Ринопоче и фонд Ригпа организовали последний визит Дилго Кхьенце Ринпоче на Запад, во время которого в Прапутеле (горнолыжном курорте во французских Альпах) собралось множество учителей тибетского буддизма. На ретрите присутствовало около 1500 человек. Дилго Кхьенце Ринпоче в течение десяти дней дал чрезвычайно важные посвящения и наставления по практике ньингма и дзогчен.
В 1991 году Согьял Ринпоче основал ретритный центр Лераб Линг поблизости от Монпелье на юге Франции. Первый трёхмесячный ретрит состоялся там в 1992 году.
В 1992 году была опубликована «Книга жизни и практики умирания».
В 1993 году Кристина Лонгэкер создала Программу Духовной Помощи, основанную на наставлениях Согьяла Ринпоче и предлагающую практические способы применения буддийской мудрости и сострадания для больных, умирающих, их родных и медицинских работников. В течение последующих 17 лет в рамках этой программы было проведено обучение свыше 30 тыс. профессионалов и волонтёров в сфере ухода за больными по всему миру.
Согьял Ринпоче в 1993 году снялся в фильме Бернардо Бертолуччи «Маленький Будда» в роли Кенпо Тензина.
В 1994 году Согьял Ринпоче был привлечён к ответственности по иску на сумму 10 млн долларов США. В исковом заявлении утверждалось, что он в течение многих лет использовал своё положение духовного наставника для вовлечения некоторых учениц в сексуальные отношения с ним. Исковое заявление включало обвинения в причинении эмоциональных страданий, нарушении фидуциарной обязанности, а также в оскорблениях и побоях. Иск был урегулирован в досудебном порядке, но позднее появились схожие обвинения.
В 1999 году по просьбе Согьяла Ринпоче Трулшик Ринпоче, духовный наследник Дуджома Ринпоче и Дилго Кхьенце Ринпоче, дал серию посвящений в Лераб Линге и поучений в Сан-Франциско, Нью-Йорке и Лондоне. Он также заложил основы монашеской сангхи в Ригпа путём посвящения нескольких монахинь. В это же время фонд Rigpa Australia приобрёл участок земли около Сиднея.

### 2000-е годы

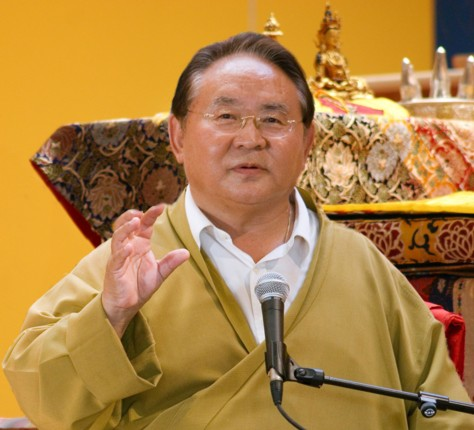
Согьял Ринпоче даёт наставления в Лераб Линге, Франция, 2006

В 2000 году Согьял Ринпоче принял Далай-ламу в Лераб Линге, главном ретритном центре организации Ригпа во Франции. На этом мероприятии присутствовало около 10 тыс. учеников тибетского буддизма со всего мира.
В 2001 году Согьял Ринпоче открыл учебное заведение под названием Rigpa Shedra. В октябре 2001 года он совместно с главой Международного общества христианской медитации отцом Лоуренсом Фриманом провёл межрелигиозную конференцию в Дублинском замке в Ирландии под названием «Поиск сострадания в нашем меняющемся мире» («Finding Compassion in our Changing World»), которая собрала триста представителей христианства, буддизма и других религий.
В 2002 году Согьял Ринпоче начал проводить ретриты и осуществлять программы обучения для австралийских топ-менеджеров и видных деятелей искусства и образования, чтобы дать им возможность на основе буддийского учения использовать принципы мудрости и сострадания в их профессиональной деятельности.
В 2003 году в Нью-Йорке состоялась «Первая конференция Дхарма-центров тибетского буддизма в Америке», на которой Согьял Ринпоче провёл первое пленарное заседание по «опыту и проблемам преподавания и изучения буддизма на американских континентах».
В 2004 году Согьял Ринпоче был основным докладчиком в «Парламенте религий мира» в Барселоне, где свыше 8 тыс. религиозных лидеров и мирян обсуждали вопросы религиозного насилия, обеспечения водой, судьбы беженцев во всём мире и облегчения долгового бремени развивающихся стран.
В мае 2005 года Согьял Ринпоче основал Ригпе Еше — первую международную ассоциацию родителей, воспитывающих своих детей в соответствии с учением Будды.
В 2006 году в Лераб Линге было завершено строительство трёхэтажного храма в традиционном для буддийских культовых зданий стиле, включая семиметровую статую Будды Шакьямуни. После этого Согьял Ринпоче начал первый трёхлетний ретрит Ригпа, в котором приняло участие более 40 тыс. человек и свыше 3 тыс. учеников, следующих программе «домашнего ретрита» в своих странах.
В 2007 году в Dzogchen Beara под патронажем знаменитого канадского хирурга и учёного Бальфура Маунта началось строительство Центра Духовной Помощи, задуманного как место, где больные и умирающие люди могли бы обрести покой в гостеприимной и благоприятной обстановке. Согьял Ринпоче стал духовным руководителем Центра.
12 сентября 2007 года президент Ирландии Мэри Патрисия Макэлис совместно с Согьялом Ринпоче посетила Dzogchen Beara, где выступила с речью в поддержку строившегося Центра Духовной Помощи.
21 августа 2008 года Далай-лама для освящения храма посетил Лераб Линг, расположенный вблизи от Лодева. В церемонии участвовало множество тибетских духовных мастеров и гостей, среди которых была Карла Бруни, супруга французского президента Николя Саркози.
Центр Духовной Помощи в Dzogchen Beara открылся в апреле 2009 года под названием Dechen Shying Spiritual Care Centre.

### 2010-е годы
В июле 2017 года «восемь его ближайших учеников выложили в сеть письмо, осуждающее его отношения с молодыми девушками. После его публикации многие жертвы духовника стали рассказывать о насилии с его стороны. Далай-Лама объявил ему опалу, и Ринпоче ушёл с поста главы своей организации. Высшие чины Ригпа заказали расследование его деяний у независимой юридической фирмы Lewis Silkin. 22 сентября 2018 года фирма выпустила отчет, где подтверждаются случаи серьёзного физического, сексуального и эмоционального насилия со стороны ламы, а также то, что некоторые члены организации знали о его поведении, но не предпринимали попыток ему помешать.»

## Публикации

### Книги
- Согьял Ринпоче. Книга жизни и практики умирания
- Sogyal Rinpoche, The Tibetan Book of Living and Dying, ISBN 0-06-250834-2
- Sogyal Rinpoche, Dzogchen and Padmasambhava, Rigpa Publications, 1990, ISBN 0-9624884-0-2
- Sogyal Rinpoche, Glimpse After Glimpse, ISBN 0-7126-6237-5, ISBN 978-0-7126-6237-6
- Sogyal Rinpoche, The Future of Buddhism, Rider & Co, 2002, ISBN 0-7126-1564-4

### Статьи
- Himalaya: Personal Stories of Grandeur, Challenge and Hope, National Geographic Books, 2006
- Jonathon Cott, On the Sea of Memory: A Journey from Forgetting to Remembering, Random House, 2005, ISBN 1-4000-6058-3
- Reginald A. Ray (ed.), The Pocket Tibetan Buddhist Reader, Shambhala Publications, Boston, Mass. 2004, ISBN 1-57062-851-3
- Kathryn Meeske (Author), Sandra Scales (Photographer), Sacred Voices of the Nyingma Masters, Padma Publishing, California, 2004, ISBN 1-881847-35-7
- Charles A. Tart, Living a Mindful Life, A Handbook for Living in the Present Moment, Shambhala Publications, Boston, Mass. 1994, ISBN 978-1-57062-003-4

### Предисловия и введения
- Biography of Dilgo Khyentse Rinpoche (forthcoming).
- the Dalai Lama, Mind in Comfort and Ease, Wisdom Publications, 2007, ISBN 0-86171-493-8
- Tulku Urgyen Rinpoche, Blazing Splendor: The Memoirs of Tulku Urgyen Rinpoche, North Atlantic Books, 2005, ISBN 9-62-734156-8
- Don Farber, Portraits of Tibetan Buddhist Masters, University of California Press 2005, ISBN 0-520-23973-3
- Nyoshul Khenpo Jamyang Dorje (translated by Richard Barron), A Marvelous Garland of Rare Gems: Biographies of Masters of Awareness in the Dzogchen Lineage (A Spiritual History of the Teachings on Natural Great Perfection), Padma Publications, 2005, ISBN 1-881847-41-1
- Tsoknyi Rinpoche, Fearless Simplicity: The Dzogchen Way of Living Freely in a Complex World, Rangjung Yeshe Publications, Nepal, 2003, ISBN 9-62-734148-7
- the Dalai Lama, Dzogchen: The Heart Essence of the Great Perfection, Snow Lion Publications, 2000, ISBN 1-55939-219-3
- Khenpo Namdrol The Practice of Vajrakilaya, Snow Lion Publications, 1999, ISBN 1-55939-103-0
- Christine Longaker, Facing Death and Finding Hope: A Guide to the Emotional and Spiritual Care of the Dying, Arrow Books, 1998, ISBN 0-09-917692-0
- Mordicai Gerstein, The Mountains of Tibet, Harper Trophy, 1989, ISBN 0-06-443211-4